# Thrombectomie
La thrombectomie est l'ablation d'un thrombus (synonyme de caillot sanguin) dans un vaisseau sanguin, veine ou artère. Elle peut être chirurgicale ou faite par cathétérisme.

## Étymologie
Du grec ancien thrombos (tas, caillot) et ektomê (excision).

## Définition
Quand un caillot sanguin vient boucher une artère, il entraîne un infarctus ischémique. La thrombectomie, ou plus précisément la thrombectomie mécanique, consiste à aller retirer le caillot sanguin en introduisant une sonde spéciale dans l'artère bouchée pour accrocher, fragmenter et extirper le caillot afin de rétablir la circulation sanguine,.
La thrombectomie, ou plus récemment, la thrombectomie par dispositif intraveineux introduit par voie transcutanée, est aussi utilisée dans le traitement des thromboses veineuses profondes fémoro-iliaques (ensemble des veines fémorales puis iliaques, elles-mêmes à l'origine de la veine cave inférieure).
Il ne faut pas confondre thrombectomie et embolectomie. L'embole, terme plus général que thrombus, pouvant être de nature autre que sanguine : cholestérol, graisse, gaz, etc.

## Indications
Dans le cas d'une thrombose artérielle, la principale indication est l'accident vasculaire cérébral (AVC). La thrombectomie est recommandée à la phase aiguë  de l’AVC, jusqu’à 6 heures après le début des symptômes chez les patients qui présentent une occlusion proximale des artères cérébrales (carotide, cérébrale moyenne, tronc basilaire).
Dans le cas d'une thrombose veineuse, la principale indication est la thrombose veineuse profonde, afin d’éviter les complications aiguës, l'embolie pulmonaire, et la survenue d’un syndrome post-thrombotique. Elle permet l’ablation du thrombus tout en préservant la fonction valvulaire. Elle doit être associée à la confection d’une fistule artério-veineuse ainsi qu’au traitement par stent des lésions obstructives iliaques et caves,.

## Techniques de réalisation
En France, et pour le traitement d'un AVC, ce geste est effectué par des radiologues spécialisés et formés dans ce domaine (neuroradiologue interventionnel). La thrombectomie est alors réalisée dans un bloc de neuroradiologie interventionnelle. Elle est réalisée soit en complément de la thrombolyse soit seule, après l’avis d’une équipe spécialisée.
Pour le traitement d'une thrombose veineuse profonde, la thrombectomie est réalisée au moyen d'un dispositif intraveineux introduit par voie transcutanée. Son principe est d’introduire à l’intérieur d’une veine située à distance de la thrombose, un cathéter muni d’un mécanisme spécifique jusqu'au caillot pour le fragmenter et l’aspirer. Il est, là encore, possible de combiner l’action mécanique avec une fibrinolyse.

## Réglementation et Charte  de la thrombectomie
Pour le traitement d'un AVC, l’acte de thrombectomie se réalise exclusivement dans les centres de neuroradiologie interventionnelle soumis à autorisation. En France, plusieurs  décrets et arrêtés réglementent cette pratique qui fait l'objet d'un consensus européen (Stockholm 16-18 novembre 2014). Pour certifier la qualité du développement de la thrombectomie mécanique dans l'indication de l'AVC en France, la Société française de neuroradiologie à édicté une charte des conditions de réalisation de la thrombectomie mécanique en France.

## Résultats
L'efficacité de la thrombectomie mécanique a été démontrée pour traiter un AVC (Grade A, Niveau 1a),. Cette technique récente (2014) multiplie par deux les chances d’éviter des séquelles lourdes après un AVC ischémique et 50 à 60 % des patients seront autonomes contre 20 à 30 % après thrombolyse intraveineuse seule.
Dans le traitement de la thrombose veineuse profonde, la morbidité périopératoire est faible. Les résultats à long terme donnent une perméabilité de 86 % à dix ans avec 80 % de compétence valvulaire à cinq ans. De plus, cette technique peut être utilisée chez de nombreux patients contre-indiqués pour une thrombolyse.

## État des lieux

### En France
L'enquête menée en janvier 2019 montre que 33 centres de neuroradiologie interventionnelle sont actifs en France (métropole et outre-mer) en 2018. L'activité est passée de 2 822 thrombectomies en 2015 à 6 844 thrombectomies en 2018.